# Silviya Petrunova
Silviya Petrunova (em búlgaro:  Силвия Петрунова; 13 de fevereiro de 1956) é uma ex-jogadora de voleibol da Bulgária que competiu nos Jogos Olímpicos de 1980.
Em 1980, ela fez parte da equipe búlgara que conquistou a medalha de bronze no torneio olímpico, no qual atuou em cinco partidas.